# Osztatlan bazídiumú gombák
Az osztatlan bazídiumú gombák (Homobasidiomycetes) a  gombák (Fungi) országának a bazídiumos gombák (Basidiomycota) törzsének és a himeniális termőtestű gombák (Hymenomycotina) altörzsének egyik osztálya.